# Famille Lenoir
Pour les articles homonymes, voir Lenoir.
La famille Lenoir est une famille française.

## Personnalités
- René Lenoir, (1927-2017) secrétaire d'État chargé à l'action sociale
- Frédéric Lenoir, écrivain, philosophe, historien des religions, fils du précédent.